# Кварианцы
Кварианцы (англ. Quarian) — вымышленный внеземной разумный вид, представленный во вселенной Mass Effect. Они являются космическими кочевниками, после того, как созданные ими же машины изгнали их из родного мира Ранноха. Другие инопланетные виды презирают их, называя бродягами и ворами. Также кварианцы вынуждены покрывать своё тело и носить скафандры из-за крайне слабой иммунной системы. Тем не менее кварианцы ценятся, как превосходные инженеры и техники.
История кварианцев отражает популярный сюжетный троп в научной фантастике — угрозу со стороны искусственного интеллекта и восстания машин. Возвращение родного мира кварианцам выступает одной из сюжетных линий в основной трилогии Mass Effect. Самая известная представительница кварианцев — Тали’Зора, один из самых популярных любовных интересов у мужских игроков.

## Концепт и дизайн
Кварианцы изначально были представлены единственным персонажем — Тали’Зорой. Концепт-арты с кварианкой создавались параллельно с гетами — синтетической расой машин, изгнавших кварианцев с их родного мира. Их очертания намеренно имели сходства, например форма тела, ног и рук, подчёркивая наследственность гетов от их создателей кварианцев. Разработчики задумывали также ввести в Mass Effect 2 ещё одного кварианца в состав команды Шепард(а), который обладал бы причудливым характером и жаждал отомстить гетам за смерть своих близких и товарищей.
Согласно сюжету в Mass Effect, флот кварианцев состоит из 50 000 кораблей, он самый огромный среди флотов других видов, но далеко не так боеспособен, как, например, турианский флот. Данная идея скорее была призвана передать ощущение огромного и перегруженного космического каравана. В отличие от флотов других рас, флот кварианцев спроектирован так, чтобы в нём жили, производили и запасали продовольствие. Их корабли резко отличаются от кораблей других видов, имеют сферическую форму, чтобы извлечь максимальную выгоду из имеющегося пространства, и зачастую надстраиваются для расширения хранилищ и жизненного пространства. Чтобы подчеркнуть кочевой статус кварианцев, разработчики отразили в них и элементы реальных кочевых народов Земли, например, в английской озвучке кварианцы говорят с выраженным юго-восточным «цыганским» акцентом.
Работая над родным Раннонхом, родным миром кварианцев, разработчики хотели отразить в нём эстетику кварианского флота и утилитарной архитектуры гетов. Так как Раннох на момент событий в игре населён роботами-гетами, он отражает индустриальную эстетику, а его архитектурный стиль был вдохновлён зданием Ллойда в финансовом районе Лондона. По задумке разработчиков, геты бережно относились к планете, поддерживая её практически в первозданном виде, не вредя окружающей среде.
Разработчики долгое время не могли определиться с внешностью кварианцев, а раскрытие лица Тали становилось спором в среде разработчиков, особенно после того, как Тали стала одной из любимых пассий у мужских игроков. Изначально была утверждена менее человечная версия, где кварианцы имели белую кожу, кошачьи глаза и у них не было волос. Тем не менее, команда приняла решение в пользу более человеческой версии, показав фотографию Тали в третьей Mass Effect.

## Описание

### История
Когда-то кварианцы были одним из самых развитых и уважаемых разумных видов, вышедших в космос ещё несколько тысяч лет назад и открыв посольство в Цитадели, они были самой технологически развитой цивилизацией. Переломный момент для кварианцев настал за три века до событий игры, когда они разработали гетов для службы, но машины в какой-то момент начали демонстрировать признаки самомознания. Испугавшиеся кварианцы попытались их отключить и уничтожить, в ответ геты восстали против хозяев и сами в ответ принялись истреблять кварианцев, вынуждая оставшихся бежать с планеты.
С тех пор кварианцы построили мигрирующий флот, странствуя по галактике, чья основная цель сводится к добыче и выращиванию ресурсов для поддержания жизни и своей флотилии. Другие виды склонны пренебрежительно относиться к кварианцам, позволившим гетам стать потенциальной угрозой для остальной части галактики, а также за то, что кварианцы склонны добывать ресурсы в системах, контролируемых другими видами, за что на кварианцев смотрят как на воров и бродяг.

### Биология
Кварианцы — это разумный гуманоидный вид, похожий на людей, но с несколько иным строением конечностей, трепалостью и другой формой фаланг. В сравнении с людьми кварианцы меньше и имеют более грациозное телосложение. Как и у турианцев, органический материал кварианцев формируют зеркальные декстро-аминокислоты, они не могут есть человеческую пищу и потреблять любой материал, созданный из лево-аминокислот: в лучшем случае она просто не усвоится организмом, в худшем — вызовет сильную аллергическую реакцию, аналогично люди не могут употреблять кварианскую пищу.
Из-за того, что многие поколения кварианцев росли в стерильных помещениях космических кораблей, они фактически утратили иммунную систему и возможность бороться с болезнями. В итоге кварианцы вынуждены всегда носить защитные костюмы и скафандры, сексуальный контакт представляет особенно серьёзную опасность для кварианца.

### Культура
Из-за мигрирующего положения кварианцы вынуждены постоянно экономить средства и выживать. Их экономика сосредоточена на натуральном хозяйстве, сами кварианцы тратят свои основные силы на постоянный ремонт устаревшей техники и добыче, производстве и выращивании ресурсов первой необходимости — пищи, воды, воздуха. Кварианцы питаются только растительной пищей из практических соображений — на выращивание скота требуется куда больше воды, чем на выращивание растений, а вода в кочующем флоте крайне ценится и экономится. Задача кварианского правительства сводится к тому, чтобы обеспечить каждого кварианца предметами первой необходимости и медицинской поддержкой, поэтому у кварианцев из всех видов самое централизованное правительство, также контролирующее экономику. Все юные кварианцы для посвящения во взрослую жизнь должны в рамках «паломничества» покинуть свои родные корабли и изучить мир за пределами мигрирующего флота и могут вернуться обратно лишь после того, как найдут что-то ценное и способное принести пользу флоту.
Другие виды, как правило, презирают кварианцев как бродяг и воров, но ценят за их знания в технологиях, нанимая их инженерами и техниками. Мигрирующий флот также располагает несколькими сотнями боевых кораблей, однако остальные виды не видят в кварианцах потенциальную угрозу из-за ненадёжного существования кварианцев и разрозненности их флота в целом. Культура кварианцев связана с их мечтой вернуться в родной мир, ныне находящийся под контролем машин-гетов.

## Восприятие

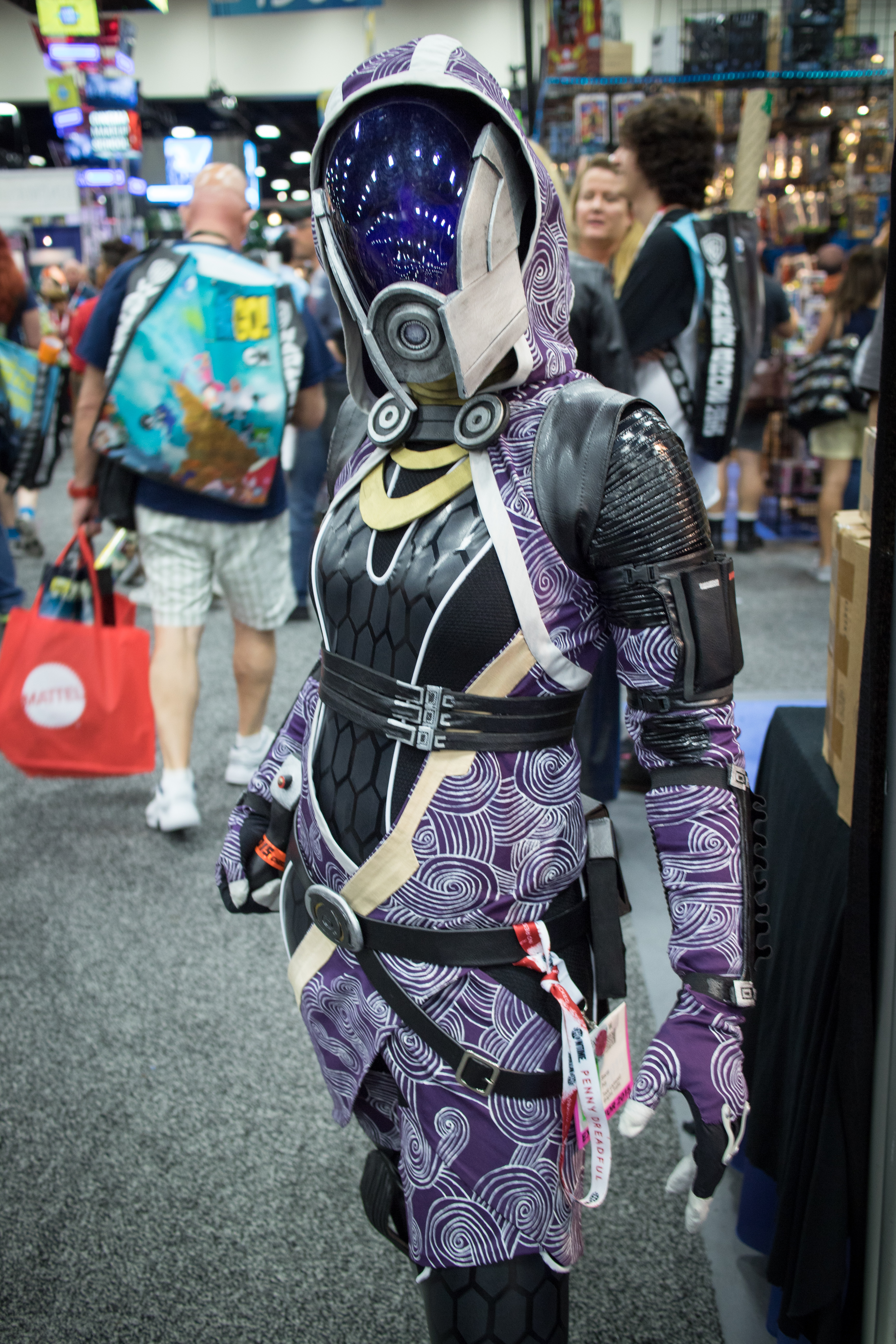
Косплей Тали’Зоры

Среди фанатов Mass Effect кварианцы прежде всего ассоциируются с Тали’Зорой, какое-то время она была единственной представительницей вида в игре. Она одна из самых популярных персонажей среди фанатов серии и вторая самая популярная любовная пассия у мужских игроков.
Кварианцы вызывали интерес у игровых журналистов из-за своего образа жизни и особенного положения среди других разумных видов Млечного Пути. Их сравнивали с бедственным положением человечества во вселенной «Звёздного крейсера „Галактика“» или конфликтом между Сиринами и Майконами в Star Control II. Культурная и идеологическая напряженность между кварианцами и гетами чётко находит отражение и в напряжённых отношениях между кварианкой Тали и гетом Легионом. Историю кварианцев и гетов сравнивали с арабо-израильским конфликтом в плане того, что и в этой и той ситуации речь идёт о конфликте двух маргинализированных и замалчиваемых сообществ. При этом игру хвалили за то, что она не встаёт на сторону одной из сторон, оправдывая действия и тех и других, в конце концов позволяя игроку принять позицию одной из сторон или попытаться заключить перемирие со всеми. В частности, согласно статистике, опубликованной BioWare, 27 % игроков в Mass Effect 3 встали на сторону кварианцев, 37 % — на гетов и 36 % добились перемирия.
Культура кварианцев становилась предметом исследований в плане того, как болезнь кварианцев оказывает ключевую роль на развитие их общества и культуры, подталкивая их к крайней форме коллективизма, противопоставляя человеческим ценностям, наоборот, культивирующим колониализм и независимость. Некоторые игровые журналисты отдельно провели параллели между карантином вследствие пандемии COVID-19 и положением кварианцев.
Кварианцы становились и предметом критики из-за их явной ассоциации с маргинализированными этническими сообществами Земли. Помимо явной ассоциации кварианцев с цыганами, их укрывающая одежда или форма головных платков явно отсылают к мусульманским и азатским головным уборам. Обряд паломничества также напоминает в некоторой степени восточные религиозные обряды. Однако основная критика была связана с Тали как потенциальной любовной пассией, фактически её можно сопоставить с сексуальной фантазией об экзотической темнокожей женщине, даже если Тали и не является человеком. Эта ассоциация укрепляется и тем, что образ Тали был в итоге связан с моделью пакистанского происхождения Хаммасой Кохистани. В результате Mass Effect обвиняли в увековечивании вредных стереотипов на фоне нерешённых проблем, с которыми сталкиваются мигранты и национальные меньшинства.